# Dvärgempid
Dvärgempid (Empidonax minimus) är en nordamerikansk tätting i familjen tyranner.

## Kännetecken

### Utseende
Dvärgtyrannen är en del av släktet Empidonax vars arter är notoriskt svåra att skilja åt på utseende med sin olivgrå ovansida och svarta vingar försedda med vingband. Denna art är dock tydligt liten (12-14 centimeter), har liten näbb och en tydlig vit ögonring. Handpennorna är relativt korta, vilket får stjärten att verka lång. Huvudet är mer rundat och inte spetsigt på bakhuvudet som flera andra arter.

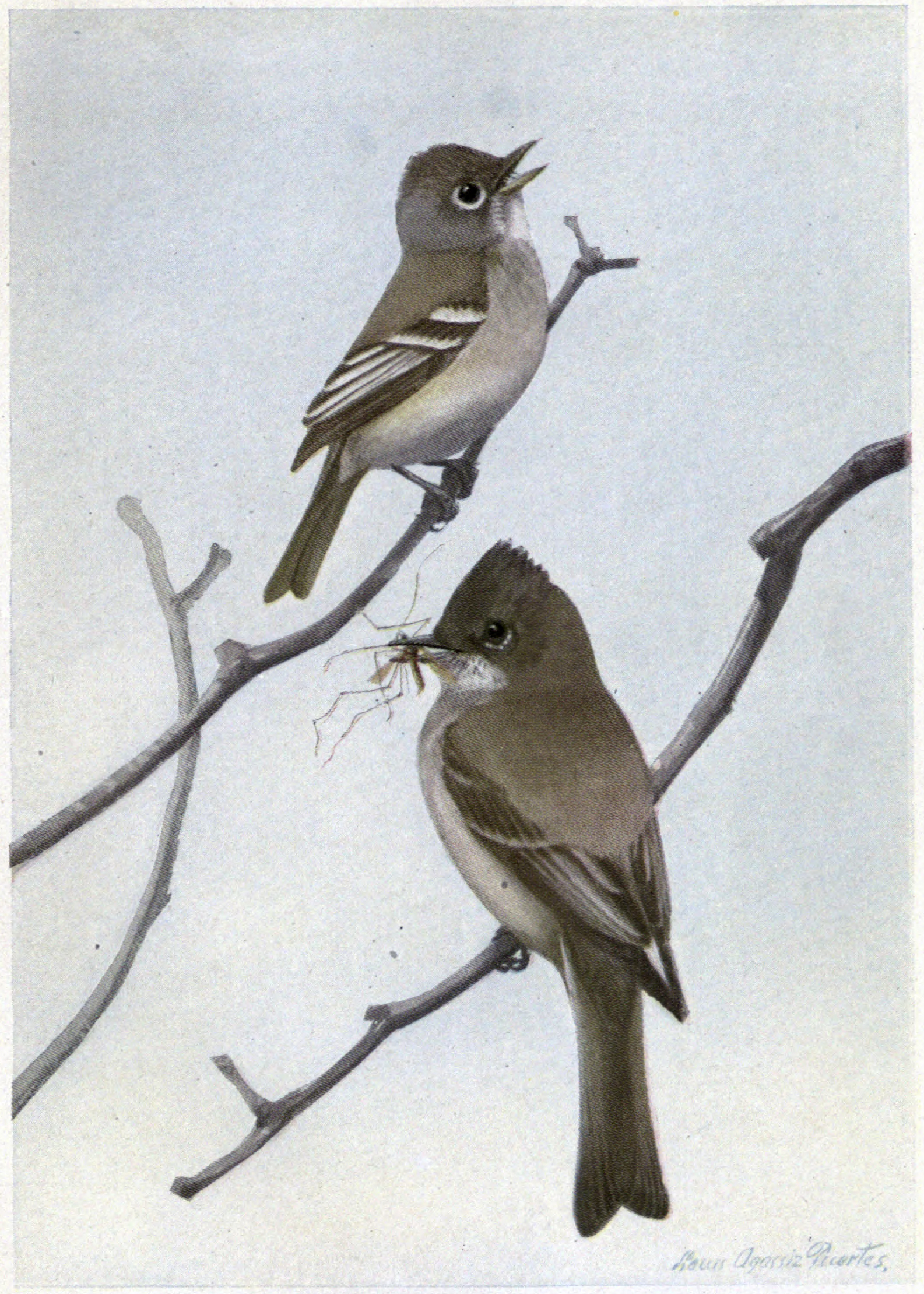
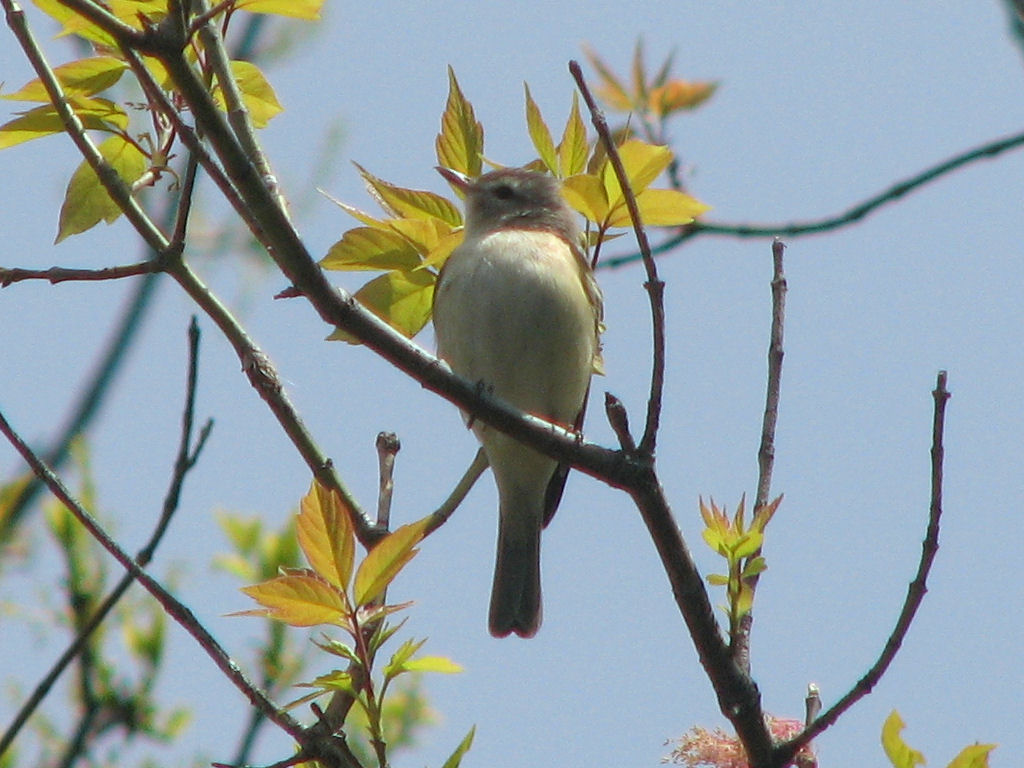

### Läten
Som hos alla Empidonax-arter är lätet det säkraste sättet att korrekt identifiera arten. Dvärgtyrannen sjunger med ett emfastiskt, snabbt upprepat och torrt tje-bek eller tje-bik. Lätet är ett vasst puit.

## Utbredning
Fågeln lever och häckar i Kanada och USA. Den övervintrar från norra Mexiko till Panama. Arten är en mycket sällsynt gäst i Europa med endast ett enda fynd när en individ fångades och släpptes i Stokkseyri, Island 6 oktober 2003.

Dvärgempidens utbredningsområde.

## Levnadssätt
Dvärgempiden förekommer sommartid i halvöppna löv- och blandskogar, ibland även i skogsbryn och buskmarker. Vintertid ses den i skogklädda raviner och kanter av skog och betesmarker i Centralamerika, i Mexiko även tropisk städsegrön skog. Liksom alla tyranner utgör insekter huvudfödan som den fångar i luften eller plockar från bladverk upp till 15 meter ovan mark. Tillfälligtvis kan den dock även inta fläderbär, björnbär och gräsfrön.

### Häckning
Dvärgempiden tillbringar endast i genomsnitt 64 dagar i sitt häckningsområde och häckningen är därför snabb och intensiv. Direkt efter hanen och honan bildat par påbörjas bobygget, en kompakt skål som placeras i en grenklyka. Fågeln häckar i små lösa samhällen, med upp till två till 30 revir. Trots sin ringa storlek försvarar dvärgempiden sitt revir aggressivt mot avsevärt större fåglar som brunhuvad kostare och blåskrika.

## Status och hot
Arten har ett stort utbredningsområde och en stor population, men tros minska i antal, dock inte tillräckligt kraftigt för att den ska betraktas som hotad. Internationella naturvårdsunionen IUCN kategoriserar därför arten som livskraftig (LC). Mellan 1970 och 2014 minskade den med 53% och världspopulationen uppskattas idag till 33 miljoner häckande individer.